# Chrysoprasis reticulicollis
Chrysoprasis reticulicollis är en skalbaggsart som beskrevs av Dmytro Zajciw 1958. Chrysoprasis reticulicollis ingår i släktet Chrysoprasis och familjen långhorningar. Inga underarter finns listade i Catalogue of Life.